# Jakub Kaliński
Jakub Kaliński herbu Topór (ur. w Kalinie w krakowskim, zm. po 1672) – rotmistrz królewski i podczaszy sanocki.
Mąż Zofii Skotnickiej miał synów: Seweryna i Franciszka (ale bezpotomnych), i dwie córki:  Barbarę (która  wyszła za mąż za Józefa Stamirowskiego - łowczego sanockiego, potem za Samuela Kossakowskiego) i Urszulę (która wyszła za mąż za Jacka Dąmbskiego - kasztelana bieckiego,  potem  za Jana Kazimierza Zamoyskiego - wojewodę  bełskiego).  